# Cryphoeca lichenum nigerrima
Cryphoeca lichenum là một phân loài nhện trong họ Hahniidae.
Loài này thuộc chi Cryphoeca. Cryphoeca lichenum nigerrima được Konrad Thaler miêu tả năm 1978.